# State of Grace (canción)
«State of Grace» —en español: «Estado de Gracia»— es una canción interpretada por la cantante y compositora estadounidense Taylor Swift, incluida en su cuarto álbum de estudio, Red, de 2012. Fue lanzado el 16 de octubre del 2012 en Estados Unidos bajo la discográfica Big Machine. Es el cuarto y último sencillo promocional del álbum. Fue escrita por Swift y producida por Nathan Chapman. Musicalmente, la canción es una desviación típica de Swift pop country, con influencias del rock alternativo, mientras que siendo comparado con bandas como U2, Muse y The Cranberries. La canción ha recibido la aclamación de los críticos de música, que han elogiado su sonido más amplio en comparación con el material anterior de Swift.

## Antecedentes
Taylor Swift escribió «State of Grace» por cuenta propia y se encargó de producirla junto con Nathan Chapman. Las sesiones de grabación estuvieron a cargo de Chad Carlson y se realizaron en los estudios Blackbird en Nashville, Tennessee.

## Composición
«State of Grace» es una canción arena rock que emplea repiques de guitarra eléctrica, bajo, piano y batería. Jason Lipshutz de Billboard declaró que su instrumentación tiene el sonido de conjuntos musicales como Muse, The Temper Trap y U2. Según las partituras publicadas por Sony/ATV Music Publishing en el sitio Musicnotes, «State of Grace» se encuentra en un compás de cuatro cuartos con un tempo moderado de 132 pulsaciones por minuto. Está compuesta en la tonalidad de mi mayor y sigue una progresión armónica basada en mi-la; la voz de Taylor abarca un registro desde si3 hasta do5 sostenido.
Líricamente, trata sobre optimismo romántico y, a diferencia de la mayoría de los temas de la cantante —los cuales suelen tener una naturaleza lírica «exageradamente» detallada—, «State of Grace» está llena de «generalidades y metáforas poco específicas». Taylor explicó: «Escribí esta canción sobre la primera vez que te enamoras de alguien, sobre las posibilidades y, ya sabes, un poco sobre la idea acerca de las diferentes maneras en que podría ir». Agregó que, personalmente, la producción fue muy importante y que esta pista «suena como el sentimiento de enamorarse de una forma épica».
La canción comienza con la batería que según Andrew Unterberger de PopDust «es el sonido de batería más grande que hemos oído que abre una canción» de Swift. Canta durante el estribillo «Y yo nunca te vi llegar/Y yo nunca seré la misma» mientras el respaldo vocal la acompaña armónicamente exclamando «oh, oh, oh, oh, oh, oh-whoa».

## Recepción de la crítica
«State of Grace» recibió aclamación de parte de la crítica. Fue criticado por la revista Entertainment Weekly, como muchos críticos, destacó la canción un ‹Brit rock› y compartió la influencia por el sonido de la banda irlandesa U2. Jenna Hally Rubenstein, escribiendo para MTV's Blog Buzzworthy, fue muy positiva acerca de la canción, sintiendo que "tanto melódica como líricamente, Taylor profundiza mientras canta caída libre sobre el amor verdadero". Al igual que opinaron que "lo coloca entre algún lugar entre «We Are Never Ever Getting Back Together» y «Red»". En términos de género, también se señaló que «[State of Grace] brillante producción y voz es un powerhouse definitivamente tiene el récord en el ámbito del pop-rock, pero Taylor se acerca al country twang.»
Las reseñas retrospectivas de «State of Grace» han sido muy positivas, y varios críticos la han elegido como una de las mejores canciones de Swift. En una reseña de 2019 de Red de Pitchfork, Brad Nelson escribió que «State of Grace», mientras que fue producido por Chapman, colaborador de Swift desde hace mucho tiempo, es un ejemplo de su versatilidad emergente más allá del country. Jordan Sargent de Spin describió su producción como una «composición musical temáticamente perfecta, sin prisas como para marinar en el momento, pero también fugazmente épica». El personal de Billboard incluyó la canción en su lista de 2017 de los «100 mejores deep cuts de las estrellas del pop del siglo XXI», y describió la producción de rock arena como «un golpe muy diferente a todo lo que Swift tiene en el catálogo». Hannah Mylrea de NME y Jane Song de Paste incluyeron la canción entre las 10 mejores canciones en el catálogo de Swift, ambas alabando el sonido de arena-rock que Swift no ha recreado desde entonces. Nate Jones, de New York, también calificó a «State of Grace» como una de las 10 mejores canciones de Swift, calificándola de «pista de rock grande y expansiva, que hizo que docenas de fanáticos de Joshua Tree buscaran su par de auriculares más cercano».

## Presentaciones en vivo
Swift interpretó la canción en vivo por primera vez el 15 de noviembre de 2012 durante la segunda temporada de The X Factor. Swift también interpretó la canción en el Z100 Jingle Ball en el Madison Square Garden. La canción fue la primera en la lista de canciones del Red Tour (2013-14). Swift interpretó la canción el 10 de julio de 2018, en un concierto en Landover, Maryland, como parte de su gira Reputation Stadium.

## Rendimiento comercial
«State of Grace» se ubicó en las listas de sencillos de varios países anglófonos, con alcanzando puestos entre los 50 primeros en Australia (44), Irlanda (43), el Reino Unido (36), y Nueva Zelanda (20). La canción alcanzó el puesto número nueve en el Canadian Hot 100 y en el número 13 en el Billboard Hot 100 de Estados Unidos, y recibió una certificación de oro de la RIAA, que denota ventas de 500.000 unidades equivalentes a pistas basadas en ventas y en streaming.

## Créditos y personal
Créditos adaptados de las notas del folleto de Red.
- Taylor Swift – voz, compositora, productora
- Nathan Chapman – productor, guitarra
- Justin Niebank – mezclador
- Brian David Willis – ingeniero
- Chad Carlson – ingeniero
- Matt Rausch – ingeniero
- Hank Williams – ingeniero de masterización
- Drew Bollman – asistente de mezcla
- Leland Elliott – ingeniero asistente de grabación
- Nick Buda – batería
- Eric Darken - percusión

## Lista de canciones
| Descarga digital |                  |          |  |
| N.º              | Título           | Duración |  |
| 1.               | «State of Grace» | 4:55     |  |

## Posicionamiento en listas
| Listas (2012)                      | Mejor posición |
| ---------------------------------- | -------------- |
| Australia (ARIA)                   | 44             |
| Canadá (Canadian Hot 100)          | 9              |
| Estados Unidos (Billboard Hot 100) | 13             |
| Irlanda (IRMA)                     | 43             |
| Nueva Zelanda (Recorded Music NZ)  | 20             |
| Reino Unido (UK Singles Chart)     | 36             |

## Certificaciones
| País | Certificación | Ventas   |
| --- | ------------- | -------- |
| Estados Unidos | Oro           | 500,000^ |
| *las cifras de ventas sobre la base de la certificación por sí sola ^cifras de envíos sobre la base de la certificación por sí sola xcifras no especificadas sobre base de la certificación por sí sola |               |          |

## State of Grace (Taylor's Version)
El 6 de agosto de 2021, Swift anunció que una versión regrabada de «State of Grace», titulada «State of Grace (Taylor's Version)», se incluiría como la primera pista de su segundo álbum regrabado Red (Taylor's Version) (2021), que se publicó el 12 de noviembre de 2021 a través de Republic Records.

### Posicionamiento en listas
| Listas (2021)                      | Mejor posición |
| ---------------------------------- | -------------- |
| Australia (ARIA)                   | 25             |
| Canadá (Canadian Hot 100)          | 9              |
| Global 200 (Billboard)             | 12             |
| Estados Unidos (Billboard Hot 100) | 18             |
| Irlanda (IRMA)                     | 7              |
| Nueva Zelanda (Recorded Music NZ)  | 12             |
| Reino Unido (UK Singles Chart)     | 18             |
| Singapur (RIAS)                    | 10             |